# Blastemanthus gemmiflorus
Blastemanthus gemmiflorus là một loài thực vật có hoa trong họ Ochnaceae. Loài này được (Mart.) Planch. mô tả khoa học đầu tiên năm 1846.